# Pedro Rodrigues
Pedro Afonso Rodrigues (Lisboa, 8 de julho de 1971) é um antigo atleta português, co-recordista nacional de 400 metros com barreiras, com a mesma marca de Carlos Silva.
Em 1990, com apenas dezanove anos, foi medalha de bronze nos Campeonatos Ibero-Americanos disputados em Manaus, Brasil. Quatro anos mais tarde, em Helsínquia, foi quarto classificado na final dos Campeonato Europeu de Atletismo de 1994, estabelecendo um novo máximo nacional com 48.77 s.
Esteve presente nos Jogos Olímpicos de 1992, onde foi 5º na terceira meia-final e nos Jogos Olímpicos de 2000, onde foi 7º na primeira meia-final com 49.48 s.
Em representação do seu clube, o Sport Lisboa e Benfica, foi seis vezes campeão nacional de 400 metros barreiras em 1990-1994 e 1996.